# مؤسسه ملی اختلالات عصبی و سکته مغزی

مؤسسه ملی اختلالات عصبی و سکته مغزی ایالات متحده آمریکا (به انگلیسی: National Institute of Neurological Disorders and Stroke) مشهور به NINDS، یکی از اعضای مؤسسات ملی بهداشت ایالات متحده آمریکا (مشهور به NIH) می‌باشد.
وظیفه این مرکز فدرال رهبری و نظارت بر تحقیقات علوم و فناوری در حیطه سکته و دیگر ناهنجاریهای علوم وابسته به مشکلات عصبی می‌باشد. 
دفاتر این موسسه که در سال ۱۹۵۰ تأسیس شد در جنوب ایالت مریلند واقع گردیده است.

## جستارهای مربوط
- انجمن قلب آمریکا

## وب‌گاه رسمی
- وبگاه رسمی